# Драчинський Теофіл Миколайович
Теофіл Миколайович Драчинський (12 лютого 1862 , Погорілівка, Заставнівський повіт, Герцогство Буковина, Австрійська імперія  — 21 червня 1929 , Мамаївці, жудець Чернівці, Румунське королівство ) — капелан, громадський, культурний і освітній діяч Буковини. Активний учасник українського національного руху на Буковині наприкінці XIX — першій половині XX століття разом з такими видатними діячами як Василь Залозецький, о. Євген Семака, Василь Сімович, Теодот Галіп, Лев Когут.

## Життєпис
Народився 12 лютого 1862 року в сім'ї священника Миколи Драчинського в селі Погорілівка, тепер Заставнівський район, Чернівецька область, Україна. Батько — Микола Драчинський — активно продовжував справу свого батька-священника Матіаса і мріяв добудувати для односельчан нову велику кам'яну церкву, спорудження якої розпочалося 1870 року, освячення — 1873. Велична, добротно збудована, церква служить погорілівчанам і донині.
Згодом родина Драчинських переїхала до сусіднього села Товтри.
Вихований на найкращих традиціях родини, Теофіл Драчинський вирішив продовжити справу життя своїх діда й батька. Він навчається у Сучаві та Чернівцях і в 1885 році дістає парафію в Руськім Банилові, а з 1889 по 1892 Драчинський — душпастир карної установи в Станіславі.
У 1892 році він повертається до села Товтри, де проживає до 1912 року. Згодом був направлений у Нові Мамаївці Кіцманського району.
Член Загальної Української Ради з 5 травня 1915 року.
Драчинський був безкорисливим діячем на народній ниві, за що й був нагороджений золотим хрестом та одержав звання віце-маршалка краю.
Життєвий шлях Т. Драчинського завершився у 21 червня 1929 року в Мамаївцях, де він до останнього дня був священником. Там і похований у родинній гробниці.

## Нагороди
- Духовний хрест заслуг ІІ ступеня на білій стрічці (нім. Geistliches Verdienstkreuz 2. Klasse am weissen Bande)[1]